# Gregory (Dakota Południowa)
Gregory – miasto w Stanach Zjednoczonych, w stanie Dakota Południowa, w hrabstwie Gregory.